# Калинковичі-Південні
Кали́нковичі-Півдéнні (біл. Калі́нкавічы-Паўднёвыя) — пасажирський залізничний зупинний пункт Гомельського відділення Білоруської залізниці на лінії Калинковичі — Словечно між станціями Калинковичі (3,8 км) та Пхов (5 км). Розташований за 3,8 км на захід від станції Калинковичі у Калинковицькому районі Гомельської області. Зупинний пункт входить до складу станції Калинковичі.

## Пасажирське сполучення
Приміське пасажирське сполучення здійснюється щоденно поїздами регіональних ліній економкласу сполученням Калинковичі — Словечно.